# VusionGroup
VusionGroup — французская компания, производитель электронных ценников. Основана в 1992 году. Штаб-квартира расположена в Нантере.

## История
Компания SES (Store Electronic Systems) была основана в 1992 году во Франции. В феврале 2006 года разместила свои акции на бирже Euronext. В 2014 году она объединилась с австрийским стартапом Imagotag, образовав SES-Imagotag. В 2016 году была поглощена тайваньская компания Pervasive Display Inc., разработчик дисплеев на основе электронной бумаги. Следующим приобретением в 2017 году стала компания Findbox (Германия), занимавшаяся разработками в областях интернета вещей и машинного зрения в применении к розничной торговле; её технологии стали основой системы Captana по учёту наличия товара на полках. В этой области работал и британский стартап Market Hub, поглощённый в 2018 году. В декабре 2017 года контрольный пакет акций компании приобрела китайская группа BOE Technology; в 2022 году она сократила свою долю до 32 %.
В 2022 году были поглощены компании In the Memory и Belive.ai. В мае 2023 года был подписан крупный контракт с Walmart на установку электронных ценников. В 2024 году название SES-Imagotag было изменено на VusionGroup.

## Собственники и руководство
Крупнейший акционер — китайский производитель электроники BOE Technology Group, ему по состоянию на 2024 год принадлежало 31,93 % акций. Другими крупными акционерами были французская государственная инвестиционная группа Bpifrance (8 %), держатель патента на цветную электронную бумагу тайваньская компания E Ink Holdings Inc. (6 %) и держатель патента на некоторые особенности технологии Bluetooth американская корпорация Qualcomm (2 %); компании SESIM, контролируемой менеджментом VusionGroup, принадлежало 12 % акций.
Тьерри Гаду (Thierry Gadou) — председатель совета директоров и генеральный директор с 2012 года, до этого возглавлял Atos Consulting (подразделение компании Atos).

## Деятельность
Компания специализируется на разработке и производстве электронных ценников, а также систем учёта товаров и рассчёта ценовой политики. Клиентами компании являются 350 розничных сетей, в том числе половина из 100 крупнейших в мире, включая Walmart, Edeka, Rewe, Casino, Leclerc, Colruyt, Coop, Spar, MediaMarktSaturn. Электронные ценники компании используют технологию электронной бумаги для отображения информации и технологию Bluetooth для загрузки данных.
Логистические центры компании находятся во Франции, Австрии, США и Мексике. Центры разработок — во Франции, Австрии, Германии, Хорватии, Ирландии и Тайване.
Выручка компании за 2023 год составила 802 млн евро, из них 80 % пришлось на Европу, Ближний Восток и Африку; на электронные ценники пришлось 86 % выручки.